# Кулик, Константин Алексеевич
Константи́н Алексе́евич Кули́к (1917 год — 30 июня 1944 года) — командир взвода 5-й стрелковой роты 1065-го стрелкового полка 272-й стрелковой дивизии 7-й армии Карельского фронта, младший лейтенант.

## Биография
Родился в 1917 году в городе Луганск Луганской области Украины. Украинец. Работал слесарем на Ворошиловградском паровозостроительном заводе.
В Военно-Морской Флот призван в 1938 году. Участник Великой Отечественной войны с 1941 года.
21 июня 1944 года со взводом форсировал реку Свирь у города Лодейное Поле Ленинградской области, обеспечил переправу подразделений полка. Вслед за взводом младшего лейтенанта Константина Кулика переправилась на северный берег Свири вся 5-я стрелковая рота, потом весь батальон. Раны, полученные в бою при переправе, оказались смертельными: 30 июня 1944 года К. А. Кулик скончался в госпитале.
Указом Президиума Верховного Совета СССР от 21 июля 1944 года за образцовое выполнение боевых заданий командования и проявленные при этом мужество и героизм младшему лейтенанту Кулику Константину Алексеевичу присвоено звание Героя Советского Союза посмертно.